# Rudolf Müller (Politiker, 1813)
Rudolf Müller, auch mit Besitznamen Müller-Holldorf (* 13. August 1813 in Scharpzow; † 16. April 1890 in Lübeck) war ein deutscher Landwirt und Politiker.

## Leben
Rudolf Müller war Sohn des Gutspächters Carl Müller, sein Bruder Carl Ludwig Theodor Müller war Gutsbesitzer. Rudolf Müller war Eigentümer des Guts Brandenbaum in Lübeck und  von 1842 bis 1856 Pächter des Gutes Hol(l)dorf im ritterschaftlichen Amt Gadebusch, heute Ortsteil von Kuhlen-Wendorf, in Mecklenburg. 
In Mecklenburg gehörte er schon im Vorfeld der Deutschen Revolution von 1848 zu den Wortführern der Opposition, denen an einer Einschränkung oder Beseitigung der Privilegien des mecklenburgischen Landadels gelegen war. Bereits 1844 gewährte er August Heinrich Hoffmann von Fallersleben bei sich Asyl. Auch Ludwig Reinhard nahm er bei sich auf. Mit Hoffmann von Fallersleben und Reinhard verfasste er 1848 die 20 Forderungen des Mecklenburgischen Volkes.
In einer Nachwahl  im Wahlkreis Mecklenburg-Schwerin 8 (Gr. Trebbow) wurde er für Adolf Ernst Friedrich Groth zum Mitglied der Mecklenburgischen Abgeordnetenversammlung gewählt. Hier schloss er sich der Reformpartei und ihrer Fraktion der Linken an und wurde in den volkswirtschaftlichen Ausschuss gewählt.
Er war verheiratet mit Ida, geb. Türk, einer Schwester von Karl Türk. Ihre gemeinsame Tochter Auguste heiratete 1857 den Schriftsteller Eduard Schmelzkopf. Die unglückliche Ehe wurde nach einem Jahr wieder geschieden.